# Chấn thương cùn
Chấn thương cùn là chấn thương vật lý đối với một bộ phận cơ thể, do va chạm, chấn thương hoặc tấn công vật lý. Chấn thương do tấn công vật lý thường được gọi là chấn thương lực cùn. Chấn thương cùn là chấn thương ban đầu, từ đó phát triển các loại cụ thể hơn như nhiễm trùng, trầy xước, rách da và/hoặc gãy xương. Chấn thương cùn tương phản với chấn thương xuyên thấu, trong đó một vật như đạn hoặc dao đâm vào cơ thể.

## Phân loại

### Chấn thương bụng cùn

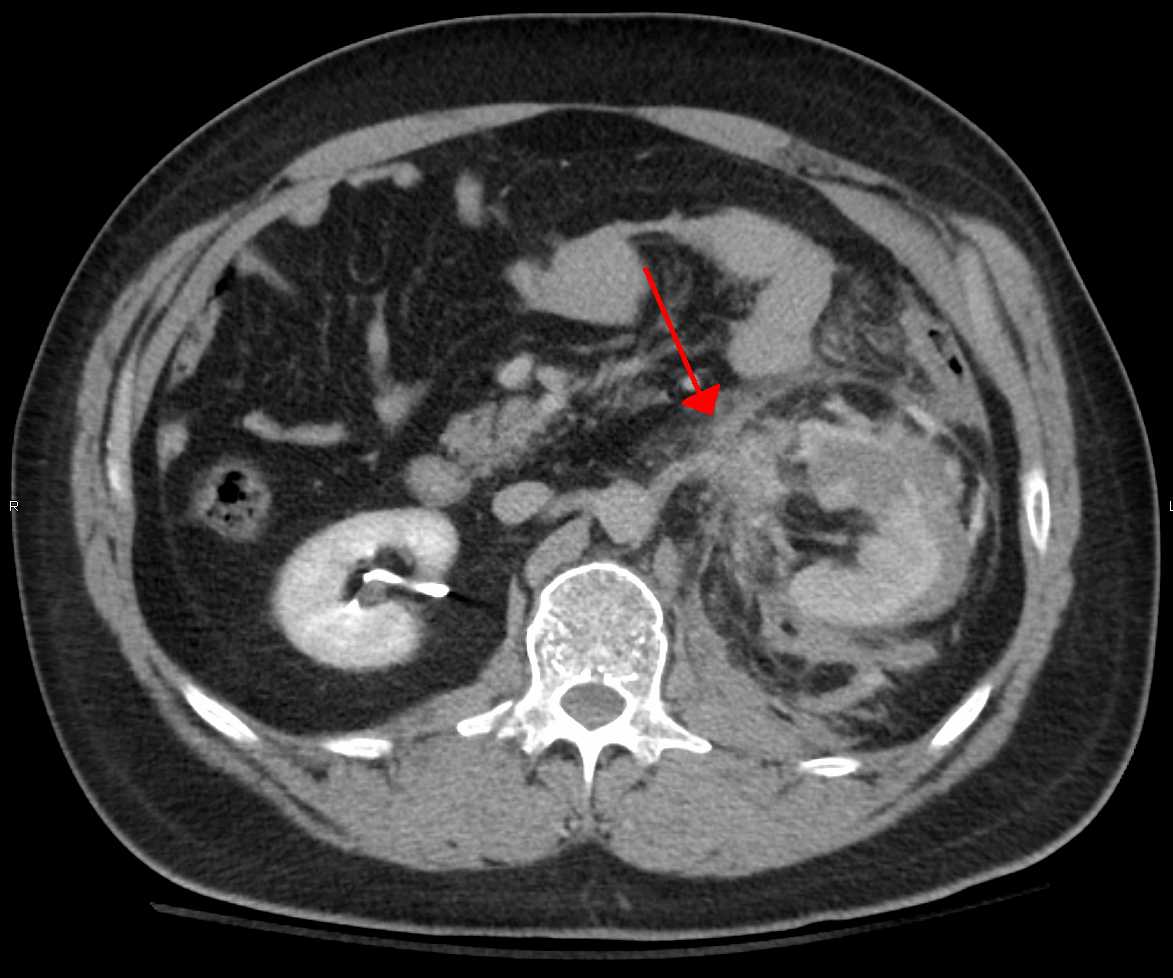
Chụp cắt lớp vi tính bụng cho thấy chấn thương động mạch thận trái

Chấn thương bụng cùn (BAT) đại diện cho 75% của tất cả các chấn thương cùn và là ví dụ phổ biến nhất của chấn thương này. Phần lớn xảy ra trong các tai nạn xe cơ giới, trong đó việc giảm tốc nhanh chóng có thể đẩy người lái xe đập vào vô lăng, bảng điều khiển, hoặc dây an toàn  gây ra bầm tím trong trường hợp ít nghiêm trọng, hoặc vỡ nội tạng nếu va đập trong thời gian ngắn với áp lực cao, tùy thuộc vào lực tác dụng. Ban đầu, có thể có một vài dấu hiệu cho thấy chấn thương bụng nghiêm trọng đã xảy ra, khiến việc đánh giá trở nên khó khăn hơn và đòi hỏi mức độ nghi ngờ lâm sàng cao.
Có hai cơ chế vật lý cơ bản có khả năng gây thương tích cho các cơ quan trong ổ bụng: nén và giảm tốc. Nén xảy ra từ một cú đánh trực tiếp, chẳng hạn như một cú đấm, hoặc nén vào một vật không có đàn hồi như dây an toàn hoặc cột lái.
Lực tác động này có thể biến dạng một cơ quan rỗng, tăng áp lực vào nội tạng và có thể dẫn đến vỡ nội tạng. Giảm tốc, mặt khác, gây ra kéo dài và vết cắt tại các điểm ràng buộc mà nội tạng di động trong bụng, như ruột, được neo lại. Điều này có thể gây rách màng treo ruột và làm tổn thương các mạch máu di chuyển trong mạc treo. Các ví dụ kinh điển của các cơ chế này là một vết rách gan dọc theo các dây chằng và tổn thương động mạch thận.
Khi chấn thương bụng cùn rất phức tạp do 'chấn thương bên trong', gan và lá lách (xem chấn thương lách cùn) thường xảy ra nhất, sau đó là ruột non.